# 迪爾菲爾德鎮區 (密歇根州米科斯塔縣)
迪爾菲爾德鎮區（英語：Deerfield Township）是位於美國密歇根州米科斯塔縣的一個行政鎮區。

## 地方資料
迪爾菲爾德鎮區的面積為92.90平方千米，當中陸地面積為92.40平方千米，而水域面積為0.50平方千米。根據2020年美國人口普查的數據，當地共有人口1785人，而人口密度為每平方千米19.21人。